# White Rabbit (노래)
화이트 래빗(White Rabbit)은 그레이스 슬릭(Grace Slick)이 작곡하고 미국 록 밴드 제퍼슨 에어플레인(Jefferson Airplane)이 1967년 앨범 <Surrealistic Pillow>(비현실적인 베개)를 위해 녹음한 노래이다. 싱글로 발매되어 빌보드 핫 100(Billboard Hot 100)에서 8위로 정점을 찍으며 밴드의 두번째 탑 10 성공을 거두었다. 이 노래는 롤링 스톤(Rolling Stone)의 롤링 스톤 역사상 가장 위대한 노래 500곡(500 Greatest Songs of All Time) 목록에서 478위에 올랐다.  그리고  레이트 유어 뮤직(Rate Your Music)의 탑싱글올타임(Top Singles of All Time)에서 116위이며, 로큰롤 명예의 전당(Rock and Roll Hall of Fame) 500곡 속에 들어있다.

## 같이 보기
- 이상한 나라의 앨리스